# Anna Roes
Anna Roes (Hillegom, 10 januari 1894 – Zeist, 30 september 1974) was een Nederlandse archeologe, kunsthistoricus en illustratrice.
Roes volgde een opleiding kunstgeschiedenis en archeologie, gecombineerd met een tekenopleiding, in Amsterdam. In 1931 promoveerde ze bij Vollgraff in Utrecht; haar dissertatie De oorsprong der geometrische kunst werd in het Engels uitgegeven door Oxford University Press.
Roes werkte als archeologe en tekenares op de opgravingen van de École française d'Athènes in Griekenland (Argos, 1928-1930, en Malia, 1932). Enkele aquarellen die zij maakte naar mozaïeken opgegraven in Argos zijn in het bezit van het Allard Pierson Museum. Voor de Tweede Wereldoorlog genoot Anna Roes ook bekendheid als illustratrice van boeken en artikelen over geschiedenis en natuur. Zij ontwierp de jubileummedaille van de Vereniging Natuurmonumenten ter ere van het 25-jarig bestaan in 1931, de eremedaille van de Rijksuniversiteit Utrecht die bij het 300-jarig bestaan in 1936 werd overhandigd aan koningin Wilhelmina, en het vignet van de vereniging Ex Oriente Lux.
In 1934 publiceerde ze een Nederlandstalige studie (18 pp.) naar de oorspong en betekenis van de swastika, die begint met een citaat uit Adolf Hitlers Mein Kampf. Hierin bestempelde ze de nationaal-socialistische ideeën over het hakenkruis als pseudo-wetenschap. 

## Docentschap in Utrecht
Van 1937 tot 1964 was Roes privaat-docente aan de Rijksuniversiteit Utrecht. Ze gaf college in de Prehistorie van het oostelijk Middellandse Zeegebied en de Middeleeuwse archeologie van Europa. Haar interesse ging uit naar de invloeden van oosterse motieven en symbolen op de kunst van West-Europa. Ze leverde scherpe kritiek op de opgravingen van het Utrechtse Domplein door Albert van Giffen en George Charles Labouchere. Op een tentoonstelling in de Universiteitsbibliotheek Utrecht over "Duitsch-Nederlandsche betrekkingen in den loop der eeuwen" in 1941 werd een studie van haar hand tentoongesteld in het onderdeel "oud-germaansche beschaving".
In 1947 trouwde zij met haar vroegere promotor, Carl Wilhelm Vollgraff, classicus en emeritus hoogleraar aan de Rijksuniversiteit Utrecht, met wie ze ook had samengewerkt in Griekenland en aan de universiteit. 
Roes was een productief auteur, die bij vooraanstaande uitgeverijen en internationale tijdschriften publiceerde over de Nederlandse, Romeinse en Aziatische archeologie.

## Publicaties (selectie)
- Overzicht publicaties van en met Anna Roes op Persee
- R.J. de Stoppelaar, Vreugden van het zwerven. Overpeinzingen over het zwerven, met tekeningen van Anna Roes. Den Haag, 1926 (en herdrukken).
- R.J. de Stoppelaar, Wind en Water, Klank en Kleur, geïllustreerd door Anna Roes. Den Haag, 1923 (herdruk 1926).
- De oorsprong der geometrische kunst  (betreft de handelseditie van haar proefschrift). Haarlem, 1931.
- Greek geometric Art, its symbols and its origin. Oxford University Press, 1933.
- Ariërs en swastika, Utrecht, 1934 = Het hakenkruis Arisch? Haarlem, 1934 (recensie in Revue des Études Anciennes Tome 37 (1935), n° 2, blz. 276-277).
- Tierwirbel. Berlin/Leipzig, 1936-1937.
- Aziatische invloeden op het oude Europa (rede bij aanvaarding privaatdocentschap 8 oktober 1937). Haarlem, 1937.
- A drinking horn of the Viking period, Amsterdam, 1940.
- "La tête de bronze de Ninive", Revue des Études Anciennes  42, no. (1) (1940), pp. 323–329.[5]
- "De bronzen van Luristan", Jaarbericht Ex Oriente Lux 7 (1940), pp. 477-488.
- met C.W. Vollgraff, "Nieuwe oudheidkundige vondsten uit Lobith", Mededeelingen der Nederlandsche Akademie van Wetenschappen 5 (1942), pp. 283-326.
- Symbolen uit het oude Oosten. Den Haag, 1946.
- "The goat and the horse in the cult of hither Asia", in: STUDIA VARIA CAROLO GUILIELMO VOLLGRAFF A DISCIPULIS OBLATA (Studia Vollgraff), Amsterdam 1948, pp . 99-138.
- "Birds and fishes", Jaarbericht Ex Oriente Lux 10 (1945-1948), pp. 461-472 (recensie in Bibliotheca Orientalis N° 6 (1949), pp. 173ff.).
- "L’aigle psychopompe de l’époque impériale", Revue Archeologique 31-32 (1949), pp. 881-891.
- "Un bronze d’Asie Mineure au Musée Britannique", Syria XXVII (1950), pp. 221-228.
- "Un ancien symbole persique", Revue des Études Anciennes 52 (1950), n°1-2. pp. 5-10.
- "The Achaemenid Robe", Bibliotheca Orientalis VIII (1951), pp. 137-141, plate IIIa-d.
- De Merovingische begraafplaats van Alphen, N.-Br. Eindhoven, 1955.
- met C.W. Vollgraff en W. van der Pluym: Le Sanctuaire d’Apollon Pythéen à Argos. Paris, 1956.
- met C. Isings en J.H. Jongkees: Romana Neerlandica. Groningen, 1959.
- Bone and antler Objects from the Frisian terpmounds. Haarlem, 1963.
- Vondsten van Dorestad. Groningen, 1965.
- "Les ex-voto de bronze de l’époque géométrique", Revue archéologique 2 (1970), pp. 195-208.

- Gemeinsame Normdatei: 128290366
- International Standard Name Identifier: 0000 0000 7819 2314
- Library of Congress Control Number: no2002065801
- Nationale Bibliotheek van Tsjechië: kup20030000115651
- Nationale Bibliotheek van Israël: 987007603596505171
- Nederlandse Thesaurus van Auteursnamen: 072400250
- Système universitaire de documentation: 113276036
- Semantic Scholar: 123312560
- Virtual International Authority File: 88800642
- WorldCat: E39PBJq74xqpYt3wbjVtdWfDv3